# Daldorfia horrida
Daldorfia horrida is een krabbensoort uit de familie Parthenopidae. De wetenschappelijke naam werd gepubliceerd in 1758 door Carl Linnaeus in de tiende editie van Systema naturae.